# 齋藤正久
齋藤正久（日語：さいとう まさひさ，1897年7月20日—1996年6月5日），為日本海軍軍人，最高階位為海軍大佐。

## 生平
齋藤1897年於宮城縣出生，為商業人齋藤莊吉之子。於舊制古川學校畢業後，1919年畢業於海軍兵學校，一年後升為海軍少尉。1923年11月，成為第八期航空術學生。
1925年進升為海軍大尉，同時出任空母「鳳翔」的船員。當時他技術優秀，用努力來證明可以成功著陸於航空母艦（此事在當時來說是十分困難的），被山本五十六看好並推薦（同時齋藤也推薦了三和義勇）。之後，他曾任「鳳翔」分隊長、霞浦海軍航空隊分隊長，最後升為隊長。1931年，升為海軍少佐。1934年1月至5月，他曾到美國出差。同年11月開始，歷任「龍驤」飛行長、「赤城」飛行長、海軍航空本部技術部部員，1936年昇為中佐。
1937年，他出任横須賀海軍航空隊教官，之後歷任第十五航空隊副長、霞浦空付及飛行長、大村海軍航空隊參謀副長、木更津海軍航空隊副長。1941年，他升為海軍大佐，同時獲調任至台南海軍航空隊司令，出戰太平洋戰爭。其中因為該司令部任命不少王牌飛行員而對於日本的南方攻略戰有很大貢獻（實際上是很多戰機都損毀了，導致齋藤要讓有豐富經驗的飛行員先行駕駛），並曾參加拉包爾航空戰。
1942年，他轉為當航空本部員。1944年先後就任航空本部教育部第1課長、第二二一海軍航空隊司令、第二五二海軍航空隊司令，一年後就任横須賀空付並且參與人生中最後一場戰爭。同年11月，他被編入預備役。於二戰日本投降後，他接受了公職追放。
1996年6月5日，齋藤與世長辭，終年九十八歲。
他的妻子名為十美，是山本五十六之妻禮子的妹妹。

## 相關電影
齋藤正久或人稱齋藤大佐的著名事蹟包括命令在戰時的俘虜修建連接緬甸及泰國的桂河橋，這段歷史於 1957 年拍成電影《桂河橋》。電影講述「齋藤堅持要求所有英國軍官與他們的士兵一同工作，但是 Nicholson 援引「日內瓦公約」，堅拒讓軍官級別戰俘從事體力勞動。齋藤單獨囚禁 Nicholson 無果，無奈撤回所有戰俘一同勞動的決定，並由 Nicholson 完全領導建橋工作。」(Sze, 2020年)